# Кримтанн Срем
Кримтанн Срем (Кримтанн из Фемен; др.‑ирл. Crimthann Srem, Crimthann Feimin; VI век) — король Мунстера (первая половина VI века) из рода Глендамнахских (Глендамайнских) Эоганахтов.

## Биография
Отцом Кримтанна Срема был король Мунстера Эохайд мак Энгуса, скончавшийся в 525 году. Согласно средневековым ирландским генеалогиям, Эохайд имел двух сыновей, родившихся в одну ночь: Кримтанна Срема, предка Глендамнахских Эоганахтов, и другого Кримтанна, матерью которого называется Деркко (или Деркоманат), родоначальника Эоганахтов из Айртир Хлиах. Возможно, что сведения о существовании у Эохайда мак Энгусы двух одноимённых сыновей стали следствием ошибки авторов генеалогий.
На основании средневековых исторических источников невозможно составить точно датированную цепь преемственности правителей Мунстера конца V — первой половины VI веков. Согласно «Laud Synchronisms» и ирландским анналам, преемником Эохайда мак Энгусы на престоле Мунстера был его сын Кримтанн Срем. Однако в других средневековых источниках (например, в саге «История обнаружения Кашела») сообщается о том, что преемником Эохайда был один из его братьев, Федлимид мак Энгуса или Дуб Гилках. Предполагается, что «Laud Synchronisms» был написан сторонниками Глендамнахских Эоганахтов, родоначальником которых считался Кримтанн Срем, и, возможно, этим может быть объяснено, почему упоминания о Федлимиде и Дуб Гилкахе как королях Мунстера были исключены из этого источника. Вероятно, Кримтанн Срем взошёл на престол Мунстера только после смерти Дуба Гилкаха.
Об обстоятельствах правления Кримтанна Срема в анналах не сообщается. В трактате «Laud Synchronisms» упоминается о том, что Кримтанн занимал престол двадцать лет, однако даты начала и конца его правления не известны. После смерти Кримтанна Срема новым королём Мунстера стал его сын Кайрпре Кромм.
По свидетельству средневековых источников, Кримтанн Срем был родоначальником Глендамнахских (Глендамайнских) Эоганахтов, владения которых находились в окрестностях Глануэрта. Сыновьями Кримтанна называют Аэда Крона, Федлимида, Кайрпре Кромма, ещё одного Федлимида и Фиахру Биднака, родоначальников различных ветвей семейства мунстерских Эоганахтов.